# Drino laxa
Drino laxa là một loài ruồi trong họ Tachinidae.